# 5252 Vikrymov
5252 Vikrymov eller 1985 PZ1 är en asteroid i huvudbältet som upptäcktes den 13 augusti 1985 av den rysk-sovjetiske astronomen Nikolaj Tjernych vid Krims astrofysiska observatorium på Krim. Den har fått sitt namn efter Viktor A. Krymov.
Asteroiden har en diameter på ungefär 3 kilometer.